# Adli Mansur
Adli Mansur (23. prosinca 1945.), egipatski sudac i predsjednik Vrhovnog suda Egipta od 1. srpnja 2013. pa do 30. lipnja 2016. godine. Na dužnost vršitelja dužnosti predsjednika došao je nakon što je Mohamed Mursi svrgnut u državnom udaru Egipatske vojske, a dužnost je 8. lipnja 2014. godine prepustio izabranom predsjedniku države Abdelu Fatahu al-Sisiju.

## Mladost i obrazovanje
Mansur je rođen u Kairu. Diplomirao je na Pravnom fakultetu Sveučilišta u Kairu 1967. godine, a magistrirao 1969. godine. U Kairu je također je studirao i ekonomiju te stekao magisterij 1970. godine. U Strasbourgu je Mansur studirao administraciju te diplomirao 1977. godine. U vrijeme egipatskih predsjedničkih izbora 2012. godine, na kojima je pobijedio Mursi, Mansur je pomogao u izradi nacrta Zakona o izbornom nadzoru.

## Vrhovni sud
Mansur je dobio posao u Vrhovnom sudu 1992. godine. Do imenovanja predsjednikom, Mansur je bio dopredsjednik Vrhovnog suda. Predsjednikom Vrhovnog suda imenovao ga je Mursi u svibnju 2013. godine, a na dužnost je stupio 1. srpnja 2013. godine, kada je Mahir el-Behiri, dotadašnji predsjednik Vrhovnog suda, otišao u mirovinu.
Dana 30. lipnja 2016. godine zamijenio ga je Abdel Wahab Abdel Razek.

## Vršitelj dužnosti predsjednika
Mansur je, nakon državnom udara i obaranja predsjednika Mursija, imenovan vršiteljem dužnosti predsjednika 4. srpnja, tri dana nakon preuzimanja čelništva Vrhovnog suda. Nakon što je postao vršitelj dužnosti predsjednika, Mansur je pozvao sve političke snage u Egiptu, uključujući i zbačeno Muslimansko bratstvo da rade na daljnjoj izgradnji Egipta. Samo sat nakon što je preuzeo novu dužnost, državni odvjetnik izdao je tjeralice za vodećim ljudima Muslimanskog bratstva, bivšim predsjednikom Mursijem i njegovim zamjenikom Hairatom el-Šaterom. Egipatski državni list al-Ahram, napisao je vijest da su Mursi i el-Šater uhićeni zbog uloge koju su imali u vrijeme napada na sjedište Muslimanskog bratstva, kada je osmero prosvjednika poginulo. List je također objavio da je oko 300 članova Bratstva pozatvarano, uključujući i predsjednika Mursijeve Stranke slobode i pravde i bivšeg predsjednika parlamenta Sada el-Katatnija. Mansur je 9. srpnja imenovao Hazema Al Beblawija za novog premijera Egipta.